# Nobilitas
Nobilitas (em português: nobreza) foi uma qualidade social existente na Roma Antiga e atribuída principalmente a plebeus e patrícios que exerceram alguma magistratura curul, mas também podia ser atribuída a plebeus distinguidos e ricos. O termo nobilis significa notável, distinguido, eminente, e foi usado também em um sentido lato para indicar pessoas ilustres de qualquer tipo. A aplicação do termo não foi muito consistente e sofreu variações ao longo da história de Roma.
Os que pertenciam às famílias patrícias eram nobres hereditários, assim como os plebeus cujos ancestrais foram cônsules. A aquisição da nobilitas pelos chamados "homens novos" (em latim: novus homo) requeria, portanto, uma conquista excepcional. 
A Segunda Guerra Samnita (326-304 a.C.) foi um período formativo no qual a criação de uma elite governante, formada tanto por patrícios quanto por plebeus que haviam ascendido ao poder. A partir de meados do século IV até o início do século III a.C., diversas "chapas "patrício-plebeias" para o par de cônsules sugerem uma deliberada estratégia de cooperação política. Na época de Augusto um nobilis tinha acesso facilitado ao consulado, como uma idade mínima reduzida (possivelmente 32 anos). Mulheres descendentes de cônsules augustanos também eram consideradas como membros da nobreza romana.
Tentativas acadêmicas de definir a nobilitas resultaram em inúmeros debates sobre a utilização do termo nas fontes antigas. Matthias Gelzer publicou em 1912 Die Nobilität der römischen Republik, um trabalho que se tornou a principal referência para o estudo da nobilitas durante o período republicano. Ele defendeu que o termo era reservado aos descendentes de cônsules e reconheceu Lúcio Munácio Planco, cônsul em 42 a.C., como o último homem a se qualificar como ancestral para um "nobilis". Depois da contribuição de Hermann Strasburger em 1937, Gelzer ampliou seu conceito admitindo famílias notáveis não-consulares. Mais tarde Friedrich Münzer mostrou que o termo podia ser aplicado a famílias estrangeiras que haviam sido de alguma forma notáveis em suas terras de origem. Outra contribuição fundamental apareceu em 1987 com a obra de J. Hölkeskamp Die Entstehung der Nobilität, onde estudou as origens da nobilitas, definindo o período de 339 a 287 a.C. como seu marco inicial, quando os plebeus lutavam para conquistar os mesmos direitos do patrícios. P. A. Brunt, baseando-se em Theodor Mommsen, juntou evidências de um uso mais amplo do termo, sugerindo que qualquer cargo curul concederia a "aura" de nobilitas. Fergus Millar lembrou que nobilis era uma palavra descritiva utilizada no final do período republicano e não um termo técnico para definir um grupo social restrito no sentido de um "pariato" moderno. O termo não aparece na literatura do período intermediário da República e só reapareceu depois que as mudanças sociais e políticas permitiram a existência de "nobres plebeus".
As dúvidas sobre a aplicação do termo permanecem porque não há nenhum registro conhecido definindo a nobilitas num sentido jurídico na Roma Antiga, sendo um atributo ao que parece eminentemente dependente de um reconhecimento social que podia ser instável e vinculado a diversos fatores diferentes; porque muitas pessoas ou famílias que de acordo com as teorias modernas seriam nobiles nunca foram chamadas como tal na literatura romana, e porque os diversos autores antigos não fazem um uso muito coerente do termo.